# Maurice Utrillo
Maurice Utrillo (Maurice Valadon, Párizs, 1883. december 26. – Le Vésinet, 1955. november 5.) francia festő, Suzanne Valadon fia.

## Élete, munkássága

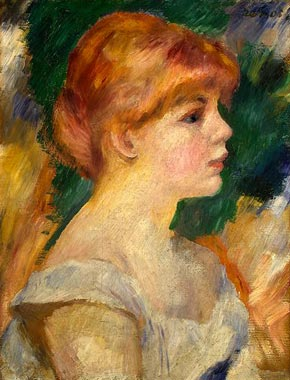
Suzanne Valadon profilja (Renoir)

Maurice Utrillo annak a Suzanne Valadonnak (valódi neve Marie Clementine Valadon) volt a fia, aki kalandos előélet után vált neves festővé. A gyermek apjáról nem tudni, az anyakönyvbe azt írták, hogy az apa ismeretlen. Maga Suzanne egyszer azt mondta fiának – rámutatva egy párizsi csavargóra –, hogy az, azaz egy Boissy nevű részeges ember az apja. Kutatók nem tartják valószínűnek ezt, már csak azért sem, mert Suzanne közismert volt arról, hogy – finoman szólva – szabadon kezelte a tényeket. Lehetséges apaként felsorolják Puvis de Chavannes-t, Degas-t és másokat, de Miguel Utrillo y Molinst sem zárják ki, akit sokáig a gyermeknek csak a nevét adó jó szándékú barátnak tartottak. Utóbbi 1891-ben vette nevére a gyereket. Az már más kérdés, hogy Maurice sohasem szerette új nevét, sokáig Maurice Valadon U. néven szignálta képeit, és még a késői korszakában is a Maurice Utrillo V. aláírást használta. Tény, hogy Suzanne sokáig keresett apát fiának, ennek érdekében – még Utrillo előtt – egy Paul Mousis nevű jómódú cégvezetőnek is a barátnője, majd a felesége lett, aki bár elhagyta családját a nő miatt, de ő nem adoptálta a fiút.

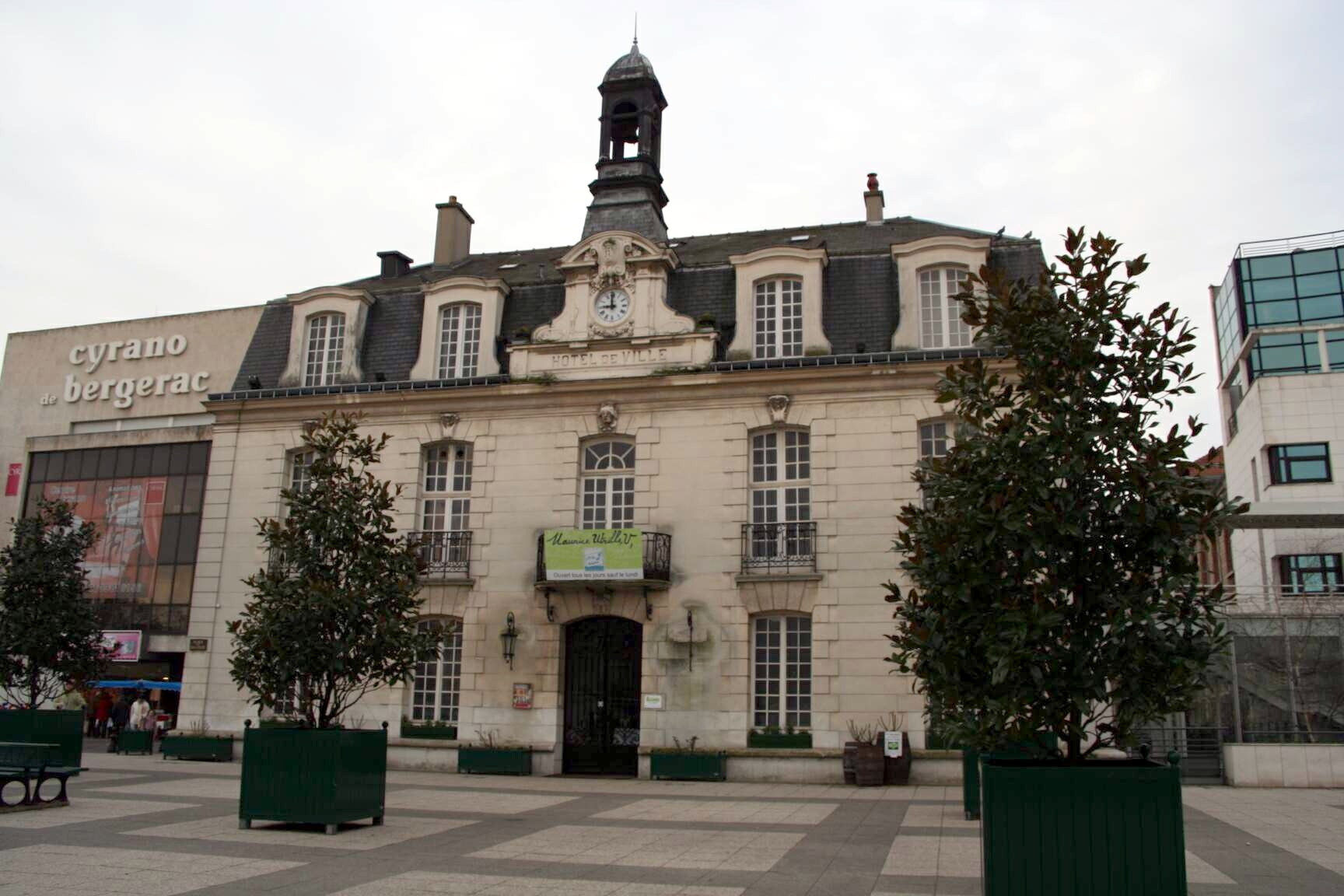
Az Utrillo-Valadon múzeum Sannois-ban (Île-de-France régió)

Bárki is volt az apa, Maurice gyenge idegrendszert és kétségtelen festői tehetséget örökölt tőle. Valadonék viszonylagos jómódban éltek, a modellkedés, a festés, majd Mousis támogatása adta ennek anyagi alapját. Suzanne a gyermeket iskolába járatta. A Montmartre-on laktak, néha a Cortot utcai műtermes házban, majd Mousis házat vett Pierrefitte-ben. Maurice innen vonattal járt be Párizsba, a délután visszainduló vonatra azonban általában sokat kellett várni, ami lehetőséget teremtett a fiúnak a csavargásra és a korai italozásra, és már tizenhat évesen a kocsmák törzsvendége lett. Mindez oda vezetett, hogy tanulmányi eredményei egyre rosszabbak lettek, nem is tudott levizsgázni. Kivették az iskolából, és egy bankban helyezték el gyakornoknak. Italozása miatt azonban hamarosan innen is kirúgták. Az anyjánál élt, semmittevéssel töltötte az idejét. Ha kimozdult, berúgott, verekedett, vagy őt verték a rendőrök. Ekkoriban már jelentkeztek nála a mentális betegség nyomai. Eredménytelen elvonókúrára küldték, majd Suzanne arra gondolt, hogy festéssel foglalja le a fiú idejét, saját festőkészletét osztotta meg fiával. Festői tehetsége szinte robbanásszerűen tört a felszínre, mindössze pár hónap alatt. Házuk ablakából festette a tájat, impresszionisták képeit másolta, és egy időre rendbe is jött. Ekkoriban azonban visszaköltöztek Párizsba, a már jól ismert Cortot utcai lakásba. A Montmartre bohém légköre azonban nem használt az ifjú festőnek: újra italozni kezdett, az utcán mindenkibe belekötött, gyakran rendőrségi fogdákban kötött ki. A kúra megfordult: most már azért festett, hogy ihasson. Ezzel együtt, az 1906 körüli években találta meg stílusát: bensőséges hangulatú utcarészleteket, templomokat festett, rajzolt. Képeslapokat vásárolt, ezek alapján alkotott: a forma adott volt, ezt némileg átfogalmazta és színeket adott hozzá. Első vevői a kocsmárosok voltak.

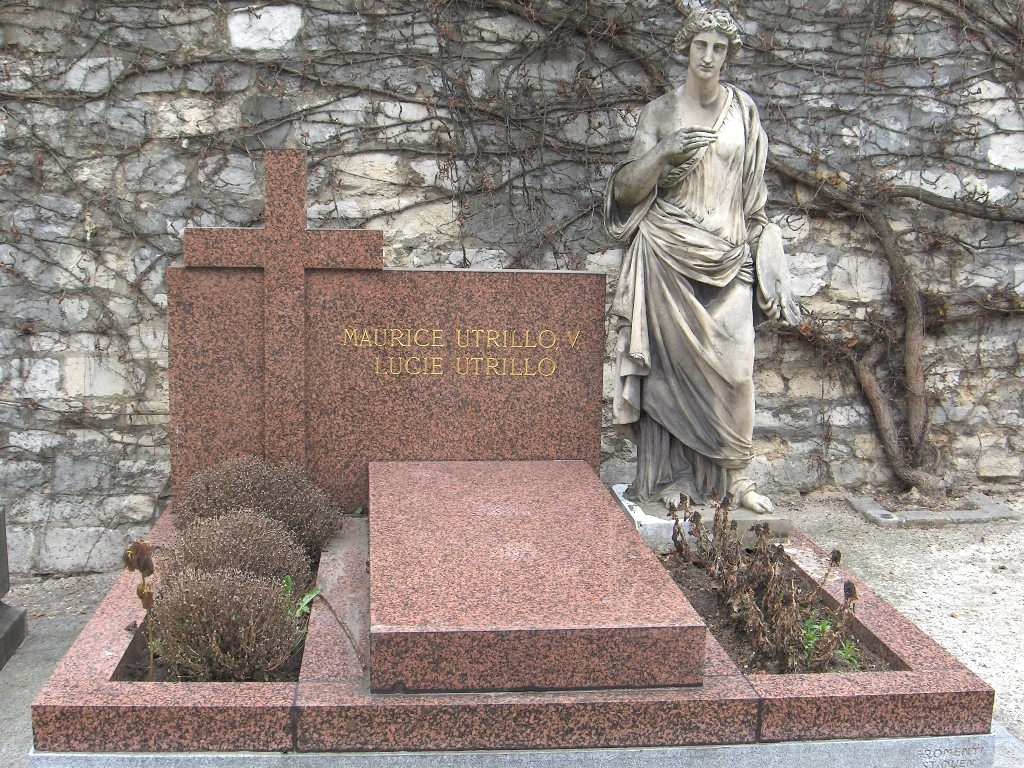
Az Utrillo házaspár sírja a párizsi Saint Vincent temetőben

Az első világháború kitörésekor Utrillót is besorozták, de nem volt alkalmas a szolgálatra, hazaküldték. 1916-ban kitört rajta a delirium tremens, de egy szanatóriumi kúra viszonylag rendbe hozta. Festészetét egyre inkább elismerték, képeinek ára folyamatosan emelkedett. 1916-ban elmegyógyintézetbe került, ahol négy hónapot töltött. Anyja arra gondolt, hogy egy házasság talán jótékony hatással lesz fiára, ezért kiszemelt számára egy menyasszonyt, aki azonban az utolsó pillanatban megszökött. 1919-ben a Lepoutre galéria bemutatta festményeit, és ekkor futott be igazán: kedvező kritikák jelentek meg első, ún. „fehér korszakában” festett képeiről. 1921-ben már tanulmány is megjelent művészetéről, Francis Carco tollából. Az 1920-as években kezdődött „színes korszaka”, képei kiszínesedtek, tarkák, de kellemes látványt nyújtanak. Ugyanakkor a festő teljesen elszakadt a külvilágtól, nem mozdult ki otthonról (eltekintve alkalmi rohamaitól, amikor elszökött otthonról, berúgott, megverték, hazavitték). Festményei révén egyre gazdagabbak lettek, még kastélyt is tudtak vásárolni.
1935-ben új korszak kezdődött Utrillo életében: megismerkedett egy gazdag belga özveggyel, bizonyos Mme Lucie Pauwelsszel. Összeházasodtak, Le Vésinet-ben megvették a Bourdelle-villát. Az asszony (maga is festett) jó hatással volt a festőre, támogatása és gondoskodása révén sokkal kiegyensúlyozottabb lett az élete. Lucie ugyanakkor kiválóan értett a reklámhoz, a marketinghez. Híres emberekkel, filmcsillagokkal fényképeztette magukat, gondoskodott az állandó sajtóbeli jelenlétről. A festmények ára magasba szökött, az állam is elismerte művészetét, megkapta a Becsületrendet. Ugyanakkor otthon segítette férje vallásosságát, házi kápolnát rendezett be számára. 1938-ban meghalt Suzanne Valadon, és ez az előretörő vallásosság is segített Utrillónak túllendülni a megrázkódtatáson, amit szeretett anyja elvesztése okozott.
Utrillo híres ember volt, élete végéig dolgozott. Témája gyakorlatilag változatlan, legfeljebb kedvenc új témáját a montmatre-i Sacré-Cœrt lehet megemlíteni. A tájképeken kívül színházi díszleteket is festett, plakátokat készített, a táblaképek között pedig időnként feltűnt egy-egy csendélet. Emberi alakokat gyakorlatilag sohasem festett. A tájképein megjelenő alakok elnagyoltak, a korai képek jellegzetessége a hátulról festett, kerek fenekű női sziluett, aki mindig jobbra fordítja a fejét.
Maurice Utrillo 1955. november 5-én halt meg, a montmartre-i temetőben nyugszik.

## Művei (válogatás)
- A Moulin de la Galatte (Musée des Beaux-Arts, Nancy; fehér korszakból: 1908–14.)
- Mont-Cenis utca (Musée National d'Art Moderne, Párizs)